# Когда мы, мёртвые, пробуждаемся
«Когда́ мы, мёртвые, пробужда́емся» — последняя пьеса (по определению автора — «драматический эпилог») норвежского драматурга Генрика Ибсена, написанная в 1899 г. Рабочее название — «День воскрешения».

## История создания
Пьеса была задумана автором в 1897 г., о чём он сообщил в письме Георгу Брандесу. Работа над пьесой началась в феврале 1899 г., а первое издание увидело свет 22 декабря этого же года. Первая постановка пьесы состоялась 16 декабря 1899 г. в лондонском театре «Хеймаркет».

## Действующие лица
- профессор Арнольд Рубек, скульптор;
- Фру Майя Рубек, его жена;
- инспектор курорта;
- помещик Ульфхейм;
- приезжая дама;
- сестра милосердия;
- слуги, посетители курорта, дети.

## Сюжет

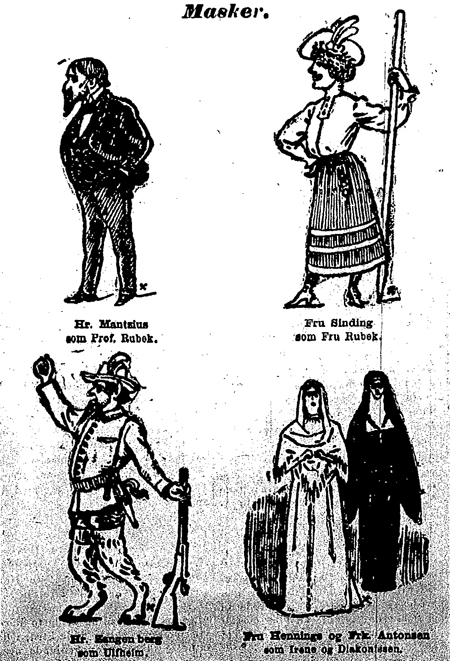
Главные герои пьесы

Профессор Арнольд Рубек, скульптор, и его жена Майя недавно вернулись из путешествия. Они уже несколько лет живут вместе, и между ними нет настоящей привязанности. Они ведут довольно скучный образ жизни и собираются в скором времени отправиться на морскую прогулку. Всё меняется, когда Рубек встречает свою бывшую модель, Ирену, с которой он сделал свой шедевр под названием «День воскрешения», что заняло 3-4 года. За это время между ними возникла глубокая эмоциональная связь, но Ирена покинула Рубека незадолго до окончания работы, не сказав ни слова. Теперь она винит Рубека в том, что тот «вынул из неё душу», думая только о своём шедевре и игнорируя её как женщину. В это же время Майя знакомится с охотником за медведями Ульфхеймом. Все четверо отправляются на горный курорт, где Ульфхейм увлекает Майю в леса на охоту, пытаясь её соблазнить. Понимая, что не смогут возродить свою любовь, Рубек с Иреной всё равно пытаются совершить символический акт — подняться на вершину, но их убивает лавина.

## Критические отзывы
Пьеса породила смешанные отзывы. Некоторые критики посчитали её довольно слабой по сравнению с предыдущими. Высказывалось мнение, что в ней повторяются идеи, на которых была основана пьеса «Йун Габриэль Боркман». Джеймс Джойс, напротив, отозвался о пьесе положительно, поставив её в ряд величайших произведений Ибсена.
Некоторые исследователи утверждают, что в основе пьесы лежат взаимоотношения Огюста Родена с Камиллой Клодель.

## Постановки
- 26 января — Königliches Hoftheater (Штутгардт)
- 28 января — Det Kongelige Teater (Копенгаген)
- 17 марта 1900 — Немецкий театр. Реж. Эмиль Лессинг. В роли Ирены — Луиза Дюмон.
- 11 октября 1900 — Харьковский драматический театр.
- 28 ноября 1900 — Московский Художественный театр. Реж. В. И. Немирович-Данченко.
- 2 ноября 1901 — Новый театр Л. Б. Яворской (С.-Петербург).